# Ratko Mladić
Ratko Mladić (in serbo Ратко Младић?; Kalinovik, 12 marzo 1942) è un generale e criminale di guerra jugoslavo e poi serbo-bosniaco, comandante militare dei serbo-bosniaci durante la guerra in Bosnia.
Per molto tempo membro della Lega dei Comunisti Jugoslava, Mladić iniziò la sua carriera nell'Armata Popolare Jugoslava nel 1965. Durante le guerre jugoslave ricoprì inizialmente l'incarico di ufficiale di alto livello dell'Armata Popolare Jugoslava, poi di capo di stato maggiore delle forze armate dell'esercito della Repubblica Serba di Bosnia ed Erzegovina durante la guerra in Bosnia, tra il 1992 ed il 1995. Nel 1995 venne accusato dal Tribunale Penale Internazionale per la Ex Jugoslavia di genocidio, crimini di guerra e crimini contro l'umanità. Come capo militare con responsabilità di comando, Mladić fu accusato dall'ICTY di essere responsabile dell'assedio di Sarajevo (5 aprile 1992 - 29 febbraio 1996) e del massacro di Srebrenica, il più grande genocidio in Europa dalla seconda guerra mondiale. È stato spesso chiamato dalla stampa internazionale "Il macellaio della Bosnia" oppure "Il boia di Srebrenica" o "Il carnefice di Srebrenica"; un titolo riferito anche a Radovan Karadžić, all'epoca presidente della Repubblica Serba di Bosnia ed Erzegovina.
Nel luglio 1996 il tribunale dell'ICTY confermò tutte le accuse iscritte in precedenza, dichiarando che c'erano ragionevoli motivi per credere che avesse compiuto i crimini per cui era accusato ed emanò un mandato di cattura internazionale. Il governo serbo e americano offrirono una taglia di 5 milioni di dollari a chiunque avesse offerto delle informazioni per la cattura e l'arresto di Mladić. Nell'ottobre 2010 la Serbia intensificò la caccia alzando la ricompensa per la cattura di Mladić da 5 a 10 milioni. Mladić riuscì comunque a restare in libertà per 16 anni, protetto dalle forze di sicurezza serbe e serbo-bosniache e successivamente dalla sua famiglia.
Il 26 maggio 2011 fu arrestato a Lazarevo, in Serbia: la sua cattura era considerata una delle condizioni affinché la Serbia potesse candidarsi a diventare membro dell'UE. Accusato di aver commesso crimini di guerra, crimini contro l'umanità e genocidio, il 31 maggio 2011, dopo 16 anni di latitanza, Mladić fu estradato all'Aja e processato nel centro di detenzione che ospita gli accusati del Tribunale penale internazionale per l'ex-Jugoslavia (ICTY). Il processo, iniziato il 12 maggio 2012, si concluse il 22 novembre 2017 con la condanna all'ergastolo. La condanna fu confermata anche in appello l'8 giugno 2021, con un inasprimento ed estensione delle motivazioni sull'uso del genocidio.

## Biografia

### Primi anni
Ratko Mladić nacque il 12 marzo 1942 a Božinovići, villaggio del comune di Kalinovik a sud di Sarajevo, e aveva due fratelli, Milica (nata nel 1940) e Milivoj (1944). La città si trova vicino al monte Jahorina, 25 km a sud-est di Sarajevo, e appartiene al comune di Kalinovik, a ovest di Gorazde. Il sito faceva parte dello Stato Indipendente di Croazia, o NDH, uno stato fantoccio creato dalla Germania nazista e dall'Italia fascista in seguito all'invasione e allo smembramento del Regno di Jugoslavia nella seconda guerra mondiale. Per questo motivo, Ratko (nato con il nome Ratimir), è cresciuto in un ambiente di guerra e in un sentimento nazionalista.  Sua madre era Stana Lalatović (1919-2003), e suo padre, Neđo Mladić (1909-1945), un leader militare dei partigiani bosniaci, fu assassinato dagli "Ustachi" croati alleati con i nazisti, durante una scaramuccia a Bradina (a sud-ovest di Sarajevo), quando lui aveva solo due anni. Questo fatto ha lasciato un segno indelebile nella sua personalità. Motivato da questo ricordo, il giovane Mladić lasciò il suo villaggio all'età di quindici anni e si arruolò nell'esercito.

## Prima carriera militare
Nel 1961, aiutato dal fatto di essere orfano, entrò alla Scuola militare di Zemun e successivamente all'Accademia Militare KOV e alla Scuola ufficiali, diplomandosi con il massimo dei voti. Nel 1965 ottenne a Skopje il primo incarico, trovandosi a comandare un'unità composta da militari tutti più anziani di lui. Cominciando la scalata come sottotenente, si dimostrò capace, arrivando a guidare prima un plotone, poi un battaglione e infine una brigata. Nel 1989 fu promosso alla guida del Dipartimento Educazione del Terzo Distretto Militare di Skopje.

## Durante le guerre jugoslave

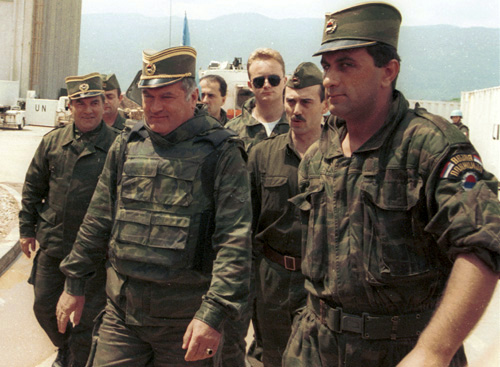
1992 Mladić all'Aeroporto di Sarajevo

Nel 1991 si trovava in Kosovo a comando del "Corpo Pristina", che aveva il compito di controllare la frontiera con l'Albania. Dopo lo scoppio della guerra in Croazia ottenne il grado di colonnello e gli venne conferito il comando del IX Corpo dell'Armata Popolare di Jugoslavia; successivamente fu inviato a Tenin, in Dalmazia, per guidare le forze contro i secessionisti croati. Il 4 novembre 1991 fu promosso a maggior generale. In questo periodo le forze sotto il suo comando partecipano alla guerra in Croazia e sostennero le formazioni paramilitari serbo-bosniache, tra cui la "polizia" di Milan Martić.
Il 24 aprile 1992 Mladić fu promosso a tenente colonnello generale. Il 2 maggio dello stesso anno, un mese dopo la dichiarazione di indipendenza della Repubblica di Bosnia ed Erzegovina, Mladić e i suoi ufficiali bloccarono la città di Sarajevo, sparando sul traffico che entrava e usciva dalla capitale bosniaca e tagliando le forniture di acqua e di elettricità: iniziava così l'assedio di Sarajevo, considerato il più lungo assedio della storia moderna.
Nei quattro anni che seguirono, la città fu sottoposta a brutali bombardamenti e la popolazione dovette subire i numerosi attacchi da parte dei cecchini. Il 9 maggio 1992 Mladić divenne vice-comandante del distretto militare dell'JNA con sede a Sarajevo e, appena il giorno dopo, assunse il titolo di comandante del distretto.
Il 12 maggio 1992 il Parlamento serbo-bosniaco, per rispondere alla secessione proclamata della Bosnia, istituì l'Esercito della Repubblica Serba di Bosnia ed Erzegovina; Mladić fu promosso capo di stato maggiore dell'esercito, posizione che mantenne fino al 1996. Il 24 giugno 1994 fu promosso al rango di colonnello generale con 80.000 uomini sotto il suo comando.
Nei tre anni di guerra che seguirono, le truppe di Mladić commisero diversi massacri contro i civili, stuprando migliaia di donne musulmane (stupro etnico) e istituendo campi di concentramento. La stagione di violenze culminò col massacro di Srebrenica, compiuto insieme alle forze paramilitari comandate da Arkan (le "Tigri di Arkan"), e riconosciuto poi come un atto di genocidio dal Tribunale penale internazionale per l'ex-Jugoslavia.
Il 4 agosto 1995, in seguito a un massiccio attacco dei croati contro la Repubblica Serba di Krajina, Radovan Karadžić decise di destituire Mladić dal comando dell'esercito e di assumerne lui stesso il comando: Karadžić motivò la decisione con la perdita di due zone chiave nell'ovest della Bosnia, accusando il generale per queste sconfitte. Mladić si rifiutò di lasciare il comando e il grande sostegno popolare di cui godeva costrinse Karadžić a ritornare sulla sua decisione l'11 agosto.
Mladić lasciò il comando dell'esercito a guerra finita, l'8 novembre 1996, su decisione del presidente della Repubblica Serba di Bosnia ed Erzegovina Biljana Plavšić.

## Famiglia
Ratko Mladić è sposato con Bosa Mladić, dalla quale ha avuto due figli: Darko e Ana. Darko ha una figlia nata nel 2001 e un figlio nato nel 2006. Ana venne ritrovata morta il 24 marzo 1994 a Belgrado, forse per suicidio. Alcuni dicono che si è suicidata per ciò che il padre stava commettendo in Bosnia, altri perché il fidanzato era morto in guerra per indiretta responsabilità dello stesso Mladić che lo aveva spedito al fronte. Il fatto fu un duro shock per Mladić. La sua storia è stata raccontata dalla scrittrice spagnola Clara Usón nel suo romanzo intitolato La figlia.

## Accusa, latitanza e arresto
Il 24 luglio 1995 Ratko Mladić fu accusato dal Tribunale penale internazionale per l'ex-Jugoslavia (ICTY), insieme a Radovan Karadžić, di genocidio, crimini di guerra e crimini contro l'umanità. Il 16 novembre dello stesso anno a queste accuse si aggiunse quella di aver attaccato la zona di sicurezza vicino a Srebrenica.
Il primo atto d'accusa ufficiale dell'Ufficio del Procuratore ICTY contro Ratko Mladić e Radovan Karadžić, confermato il 25 luglio 1995, accusava formalmente i due imputati di essere presumibilmente colpevoli di genocidio e crimini contro la popolazione civile sul territorio della Bosnia Erzegovina (caso numero IT-95-5). Un secondo atto d'accusa fu confermato il 16 novembre 1995 per gli eventi accaduti a Srebrenica nel luglio dello stesso anno (caso numero IT-95-18). I due atti d'accusa vennero riuniti nel luglio 1996 in un unico atto d'accusa (caso numero IT-95-5/18), mentre il 15 ottobre 2009 i casi Mladić e Karadžić furono scissi (Mladić caso numero IT-09-92). L'articolo 21 dello Statuto del Tribunale Internazionale decretava l'impossibilità dello svolgimento del processo in absentia, ovvero in assenza dell'imputato, ma ammetteva la possibilità per l'ICTY di confermare le accuse e l'impianto accusatorio nel caso di una ragionevole certezza della loro fondatezza e delle responsabilità effettive.
Il governo statunitense offrì una taglia di 5 milioni di dollari per la cattura di Mladić, mentre la Serbia offrì la cifra di 1 milione di dollari.

### Luogo della latitanza
Per molto tempo il luogo dove si era rifugiato Mladić, protetto da pochi fedelissimi e dalla sua famiglia, rimase sconosciuto. Nel 1997 venne segnalato sulle spiagge del Montenegro, mentre nel 2000 assistette ad una partita di calcio tra Cina e Jugoslavia a Belgrado. Altri lo segnalarono a Mosca, a Salonicco e ad Atene. Qualcuno afferma che abbia utilizzato come nascondiglio il suo bunker di guerra situato a Han Pijesak vicino a Sarajevo.
Il 14 aprile 2010 il giornale serbo Kurir riprese la notizia di un giornale bosniaco secondo cui Mladić viveva in un'azienda agricola in compagnia di Zoran Obrenovic Maljic, capo della sua sicurezza in Voivodina, a circa ottanta chilometri a nord di Belgrado, per cercare di curare una forma depressiva tramite il lavoro.

### 2005
Nel 2005 la cattura di Mladić sembrava imminente; un sottufficiale disertore dell'esercito serbo-montenegrino affermò che una caserma militare nella periferia di Belgrado aveva ospitato l'ex generale, e che alcuni di quelli che si riteneva fossero suicidi erano in realtà una copertura per eliminare testimoni scomodi. Voci affermavano che il governo serbo stesse trattando con Mladić in persona la sua consegna al Tribunale Internazionale, ma la questione si risolse in un nulla di fatto.

### 2006
Nel 2006 vi fu uno scontro diplomatico molto intenso fra l'Unione europea e la Serbia, a causa della mancata cattura del generale serbo bosniaco: l'UE infatti aveva posto come termine la data del 10 maggio, ma la sua cattura non si realizzò. Secondo fonti serbe di quel periodo Mladić si nascondeva in Serbia: questa informazione fu pubblicata più volte senza che si arrivasse però ad un'effettiva cattura che, secondo le medesime fonti, doveva essere ormai molto vicina.

### 2008
Il 10 novembre 2008 le forze di sicurezza serbe accerchiarono un centro di imbottigliamento di acqua minerale a Valjevo, nella speranza di catturare l'ex-comandante delle forze serbo-bosniache: l'operazione però risultò infruttuosa. Il 2 dicembre 2008 le forze antiterrorismo serbe perlustrarono la casa della moglie di Radovan Karadžić e la casa del figlio di Ratko Mladić, nella speranza di trovare materiale che conducesse alla cattura del boia di Srebrenica, ma senza alcun risultato.

### 2009
Il 25 agosto 2009 il procuratore serbo Vukčević affermò che la ricerca nei confronti di Goran Hadžić e di Mladić proseguiva, e che questi doveva essere arrestato entro la fine del 2009 altrimenti il ministro del Lavoro serbo di religione musulmana e cooperatore principale con il tribunale dell'Aja Rasim Ljajić si sarebbe dimesso; difatti pochi mesi dopo Ljajić, in linea con quanto affermato, si dimise il 30 dicembre 2009.
Il 3 novembre 2009 il presidente serbo Boris Tadić dichiarò che l'arresto di Mladić era un dovere per la Serbia: anche lo stato serbo riconosceva che il generale serbo-bosniaco aveva commesso numerosi crimini in tempo di guerra. Questa dichiarazione fu rilasciata un giorno prima dell'incontro con Serge Brammertz, previsto per mercoledì 4 novembre. Secondo un rapporto della CIA, sempre del novembre 2009, la cattura di Mladić era "al di là della portata delle autorità serbe" perché presumibilmente il ricercato si era rifugiato fuori del suo stato natio e, probabilmente, era protetto dai servizi segreti russi. Inoltre da fonti serbe (disponibili sul sito Radio Serbia) era stato comunicato che Ratko Mladić si era nascosto sulle montagne e che le autorità serbe erano pronte a chiedere aiuto ai paesi stranieri per conseguire la cattura del superlatitante.

### 2010
Il 23 febbraio 2010 i servizi segreti serbi perquisirono la casa di Mladić, sequestrando diverso materiale. Il 20 agosto 2010 il procuratore serbo per i crimini di guerra, Vladimir Vukčević, dichiarò che "avrebbe tirato fuori Ratko Mladić dalla tana in cui si nascondeva" e che, grazie al lavoro continuo delle autorità competenti, era stato possibile trovare alcune registrazioni delle chiamate telefoniche di Mladić, sequestrate nella sua casa a febbraio. Nell'intervista al quotidiano belgradese PRES, Vukčević riferì che aveva ascoltato le telefonate registrate segretamente dall'ex comandante dell'esercito della Repubblica Srpska, e che questo materiale audio era già stato inviato al tribunale.
Il 7 ottobre 2010 Vukcević sottolineò che le reti di protezione di Mladić e Hadzić erano molto forti e che era estremamente difficile arrestarlo. Il 22 ottobre 2010 il presidente del Consiglio nazionale per la collaborazione con il tribunale dell'Aja, Rasim Ljajić, dichiarò al quotidiano belgradese Večernje novosti che, rispetto ad alcuni mesi prima, le autorità serbe adesso sapevano molto di più della latitanza di Ratko Mladić. Il 26 ottobre del 2010, secondo le informazioni Ansa, è stato riferito che a Belgrado erano impiegate non meno di 10 000 persone per giungere alla cattura di Ratko Mladić. Il 28 ottobre 2010 la Serbia decise di elevare l'ammontare della taglia per la cattura di Mladić da 5 a 10 milioni di euro.

### 2011: l'arresto
Il 26 maggio 2011 Ratko Mladić fu arrestato grazie a una segnalazione anonima. Le iniziali incertezze (a causa anche dell'aspetto notevolmente invecchiato) circa l'identità del fermato, che si faceva chiamare Milorad Komadić, furono definitivamente fugate dagli esiti del test del DNA. La televisione di Stato RTS, citando fonti serbe, comunicò che l'uomo fermato era Mladić; secondo la televisione privata B92, l'ex-combattente era stato catturato nel villaggio di Lazarevo, 80 chilometri a nord-est di Belgrado. Il 1º giugno 2011 Ratko Mladić fu estradato all'Aja per essere processato presso il Tribunale penale internazionale per l'ex-Jugoslavia.

## Il processo e la condanna
Il Tribunale penale internazionale per l'ex-Jugoslavia acquisì 18 quaderni contenenti gli appunti di Mladić, riguardanti gli anni della guerra: da tali documenti emerse l'odio che egli provava nei confronti della comunità musulmana, oltre che nei confronti dell'Occidente colpevole, a suo dire, di appoggiare i musulmani bosniaci per ottenere in cambio vantaggi dalle nazioni del Vicino Oriente. Tali documenti furono ritenuti dai giudici della corte una prova molto importante a carico dell'imputato, alla luce dell'autografia degli stessi.
Il 22 novembre 2017 il Tribunale, dopo aver udito oltre 500 testimoni ed esaminato oltre 10 000 elementi di prova, ha condannato Mladić all'ergastolo per il contributo e la partecipazione a 4 iniziative criminali organizzate (Joint Criminal Enterprises) volte alla persecuzione, sterminio, omicidio, deportazione, trasferimento forzato e inumano di popolazioni, attacco alla popolazione civile e presa in ostaggio di personale ONU, prime fra tutte il massacro di Srebrenica, qualificato come genocidio. Degli 11 capi d'accusa, l'unico per il quale il Tribunale ha invece assolto Mladić è l'altra delle due accuse di genocidio per il complesso delle azioni criminali avvenute in Bosnia fra il 1991 e il 1995, in quanto non è stato provato che il genocidio fosse l'obiettivo di tali azioni.
Con la condanna di Mladić, il Tribunale ha concluso, dopo 24 anni, la propria attività.
Il processo d'appello, celebrato a partire dall'agosto 2020 a l'Aja dal Meccanismo residuale per i Tribunali Penali Internazionali (IRMCT) e presieduto dalla giudice Prisca Matimba Nyambe, l'8 giugno 2021 ha emesso la sentenza che conferma in via definitiva la condanna all'ergastolo, esplicitando e estendendo a tutti i capi d'accusa da 2 a 11, le accuse sui fatti e sulla condotta complessiva miranti al genocidio nel periodo 1992-95. Le condanne riguardano pertanto il genocidio, crimini contro l'umanità, crimini di guerra, sterminio, deportazioni, altri atti disumani quali trasferimenti forzati, gli omicidi, il terrore, attacchi indiscriminati alla popolazione civile, sequestro di ostaggi, sia per fatti particolari quali l'assedio di Sarajevo e per il genocidio di Srebrenica sia per le finalità generali delle sue attività criminali per le quali c'è stato un inasprimento del giudizio soprattutto sull'uso sistematico del genocidio, dal quale sono stati esclusi solo alcuni fatti riferentesi al primo capo d'accusa, comunque particolarmente violenti e definiti non di meno "orrori", compiuti nelle prime fasi del conflitto fra il 1991-92 a Foca, Vlasenica, Kljuc, Sanski Most, Kotor-Varos e a Prijedor.